# محمدرضا بنا
محمدرضا بناء (زادهٔ ۱۵ اردیبهشت ۱۳۵۰) دوچرخه‌سوار اهل مشهد، ایران است.
وی عضو تیم ایران در مسابقات المپیک تابستانی ۱۹۹۲ بود که در ۲ بخش «دور امتیازی تیمی» و تایم تریل انفرادی شرکت کرد.